# DR P3
DR P3 (DR Program 3) est une station de radio publique danoise appartenant au groupe DR. 
Cette station plutôt tournée vers les jeunes adultes accorde une place importante au divertissement, diffusant de nombreux magazines, talk-shows, jeux, de courts bulletins d'information (trois minutes en moyenne) et de la musique. Les variétés (danoises, scandinaves et internationales) occupent une grande partie de l'antenne, sans exclure pour autant d'autres genres musicaux. Le sport est également bien présent, notamment au travers du magazine P3 Sporten, qui commente les derniers événements et résultats sportifs. 
DR P3 est disponible en modulation de fréquence (FM) sur l'ensemble du territoire danois, ainsi que par satellite, en Digital Audio Broadcasting ou encore sur internet.

## Histoire
Lancée le 1er janvier 1963, elle fut conçue comme une alternative gouvernementale à la populaire Radio Mercur, radio pirate qui émettait au large des côtes danoises (dans les eaux internationales) depuis 1958. Bien que n'ayant aucune autorité sur cette station, qui ne relevait pas du droit danois, le Folketing vota une loi interdisant aux citoyens danois de travailler, de collaborer ou de diffuser de la publicité sur ses ondes. 
Privée d'une grande partie de son potentiel, Radio Mercur cessa d'émettre en 1962. DR P3, lancée quelques mois plus tard, reprenait une partie du concept de radio musicale destinée aux jeunes à son compte, mais était placée, comme DR P1 et DR P2, sous la tutelle de l'État, via la société publique DR.

## Identité visuelle

Logo de DR P3 de 2007 à 2009.
Logo de DR P3 de 2009 à 2013.
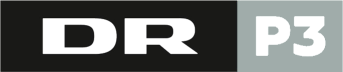
Logo de DR P3 de 2013 à 2017.
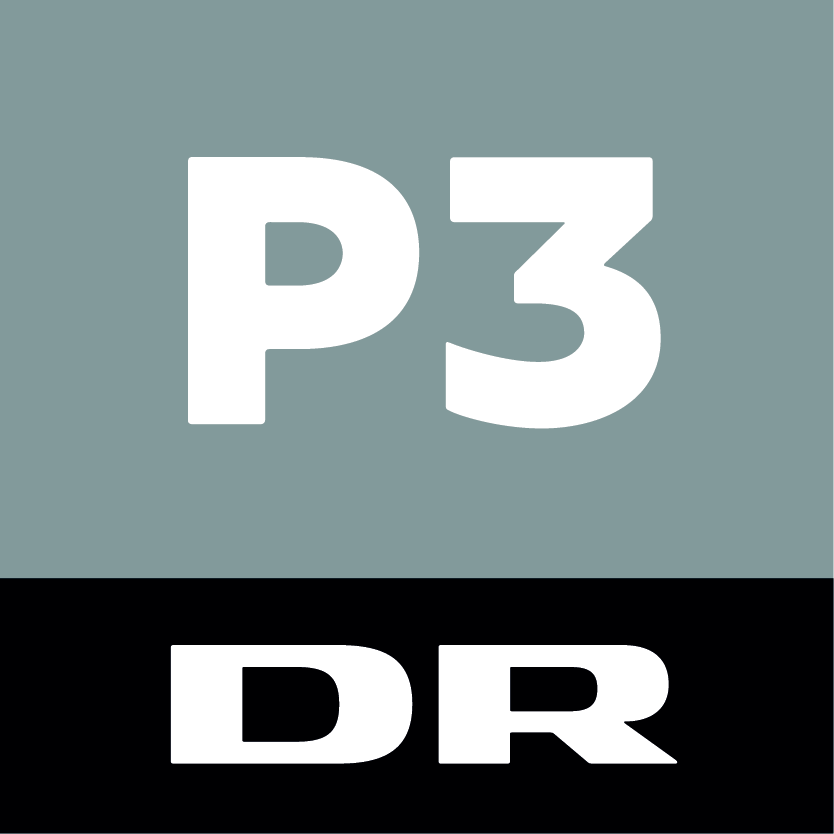
Logo de DR P3 de 2017 au 2 janvier 2020.
Logo de DR P3 depuis le 2 janvier 2020.